# The Transformers: The Battle to Save the Earth
The Transformers: The Battle to Save the Earth est un jeu vidéo de type action-RPG développé et édité par Activision, sorti en 1986 sur Commodore 64.